# Robert W. Holley
Robert William Holley (28. ledna 1922 – 11. února 1993) byl americký biochemik a chemik, nositel Nobelovy ceny za fyziologii a lékařství za rok 1968. Spolu s ním ji získali Har Gobind Khorana a Marshall Warren Nirenberg a cena byla udělena za vysvětlení toho, jak sekvence nukleotidů v nukleových kyselinách řídí syntézu proteinů v buňkách.
Většinu své vědecké kariéry strávil Robert W. Holley na Cornellově univerzitě, kde i studoval.